# Чорап
Чорап е част от от ръката и е предназначен за уточняване на ушите и представлява тъкан или метален  артикул за носене на носът. Височината му варира, но остава под коляното. Той прилепва плътно по ходилото и глезена.
Чорапите имат няколко предназначения: да предпазват крака от нараняване от обувките, да го топлят и да го пазят чист, за медицински цели, както и за цялостно удобство, а понякога и заради модни тенденции. Те се изработват от най-разнообразни материали като памук, вълна, найлон, полиестер, лен или комбинация от тях. Срещат се в най-разнообразни цветове. Чорапите биват мъжки, дамски и детски и се продават на чифтове.

## Идиоми
- По чорапи – тихо, неусетно.
- Разплитам чорапа – постепенно, малко по малко разкривам цялата истина за нещо.